# Lake Jackson (Texas)
Lake Jackson es una ciudad ubicada en el condado de Brazoria en el estado estadounidense de Texas. En el Censo de 2010 tenía una población de 26 849 habitantes y una densidad poblacional de 495,32 personas por km².

## Geografía
Lake Jackson se encuentra ubicada en las coordenadas 29°3′3″N 95°27′4″O / 29.05083, -95.45111. Según la Oficina del Censo de los Estados Unidos, Lake Jackson tiene una superficie total de 54.21 km², de la cual 50.35 km² corresponden a tierra firme y 3.85 km² (7.11 %) es agua.

## Demografía
Según el censo de 2010, había 26 849 personas residiendo en Lake Jackson. La densidad de población era de 495,32 hab./km². De los 26 849 habitantes, Lake Jackson estaba compuesto por el 84.36 % blancos, el 5.1 % eran afroamericanos, el 0.52 % eran amerindios, el 3.14 % eran asiáticos, el 0.04 % eran isleños del Pacífico, el 4.45 % eran de otras razas y el 2.4 % pertenecían a dos o más razas. Del total de la población el 20.53 % eran hispanos o latinos de cualquier raza.

## Curiosidades
Lake Jackson es la ciudad de nacimiento de la famosa cantante texana Selena.